# Nagładowate
Nagładowate (Scophthalmidae) – rodzina morskich ryb z rzędu flądrokształtnych (Pleuronectiformes).

## Występowanie
Morze Północne, zachodni Bałtyk, Morze Śródziemne, wschodni Atlantyk (od Norwegii po zachodnie wybrzeże Sahary w Afryce).

## Klasyfikacja
Rodzaje zaliczane do tej rodziny:
- Lepidorhombus
- Phrynorhombus
- Scophthalmus - Nagład
- Zeugopterus